# Bilimbia sabuletorum
Bilimbia sabuletorum är en lavart som först beskrevs av Johann Christian Daniel von Schreber, och fick sitt nu gällande namn av Johann Franz Xaver Arnold. Bilimbia sabuletorum ingår i släktet Bilimbia, klassen Lecanoromycetes, divisionen sporsäcksvampar och riket svampar.  Arten är reproducerande i Sverige. Inga underarter finns listade i Catalogue of Life.